# Jaromír Brož
Jaromír Brož (2. března 1908 Praha – 29. května 1990 tamtéž) byl český experimentální fyzik a pedagog. Je spoluautorem známých Fyzikálních tabulek a učebnice Základy fyzikálních měření.

## Biografie
Po ukončení studií začal roku 1932 pracovat ve Fyzikálním ústavu Univerzity Karlovy, jehož výzkum byl roku 1939 po dobu II. světové války přesunut do Fyzikálního výzkumu Škodových závodů. Zde se nejprve podílel na rentgenografickém studiu mikrostruktury látek. Roku 1940 se začal věnovat problematice magnetické defektoskopie, z čehož vzešla konstrukce přístrojů ke kontrole nosných lan a manesmannských trub.
Po druhé světové válce se Fyzikální výzkum Škodových závodů reorganizoval v Ústřední ústav fyzikální. Po vzniku Československé akademie věd byl přeměněn na Ústav technické fyziky a potom na Ústav fyziky pevných látek ČSAV. Jaromír Brož se vrátil do Fyzikálního ústavu a setrval v něm až do roku 1953. V roce 1953 byl „za vypracování metody a konstrukci přístrojů pro sériové zkoušení vad výrobků těžkého průmyslu" vyznamenán státní cenou.
V Ústavu fyziky pevných látek pracoval v oboru fyziky pevných látek na metodách k přesnému měření magnetických veličin a podílel se na konstrukci řady původních přístrojů. Také se věnoval studiu magnetických vlastností velmi čistého železa a výzkumu nekovových feromagnetik – feritů.
Roku 1959 byl jmenován řádným profesorem experimentální fyziky na Matematicko-fyzikální fakultě Karlovy university. Po krátkém působení na katedře fyziky pevných látek byl v roce 1960 ustanoven vedoucím katedry obecné fyziky. Zde konal postupně přednášky z mechaniky, termiky, elektřiny, optiky a molekulární fyziky. V rámci reformy studia dosáhl zavedení souborné zkoušky z fyziky po ukončení základního studia. Vedení katedry obecné fyziky ukončil roku 1973.

### Dílo
Je autorem nebo spoluautorem řady publikací:
- Základy magnetických měření (1953)
- Moderní problémy feromagnetismu (1962)
- Základy fyzikálních měření I, IIa, IIb (SPN, Praha, 1967, 1974, 1983)
- Elektřina a magnetismus I a II. (SPN, Praha, 1974 a 1976)
- Fyzikální a matematické tabulky (SNTL, Praha, 1980)
- Příklady z molekulové fyziky a termiky (SPN, Praha, 1980)
- Základy molekulové fyziky (Rektorát UK, Praha, 1982–83)
- Základní fyzikální konstanty (1988)